# Alvarinus subsericeus
Alvarinus subsericeus är en skalbaggsart som beskrevs av Blanchard 1850. Alvarinus subsericeus ingår i släktet Alvarinus och familjen Melolonthidae. Inga underarter finns listade i Catalogue of Life.